# Christoph Pfluger
Christoph Pfluger (* 1954 in Solothurn) ist ein Schweizer Journalist, Verleger und Buchautor.

## Werdegang
Christoph Pfluger, geboren und aufgewachsen in Solothurn, studierte zwei Semester Medizin und vier Semester Jura. Danach folgten mehrere Auslandsaufenthalte. 1979 begann er seine Tätigkeit als Journalist und 1988 als Verleger. Von 1988 bis 1992 gab er den Newsletter Die neue Wirtschaft heraus und seit 1992 ist er Herausgeber des Zeitpunkt, einer Zweimonatszeitschrift.
Seine Themen sind Fiatgeld, Eigentum und Besitz. Er war Mitinitiator der am 10. Juni 2018 abgelehnten eidgenössischen Volksinitiative Für krisensicheres Geld: Geldschöpfung allein durch die Nationalbank! (Vollgeld-Initiative) und des am 13. Juni 2021 abgelehnten fakultativen Referendums gegen das Covid-19-Gesetz.
Pfluger ist mit seiner Zeitschrift «Der Zeitpunkt» ein Treiber der Proteste gegen die Corona-Massnahmen in der Schweiz. In der Zeitschrift, die er als Herausgeber verantwortet, druckt er auch Texte des US-amerikanischen Impfgegners Robert F. Kennedy junior ab, dessen Behauptungen mehrfach widerlegt sind.
Pfluger steht auch hinter dem Portal corona-transition.org. Hier veröffentlicht er impfkritische Artikel deren Behauptungen unter anderem von der unabhängigen Rechercheplattform Correctiv widerlegt werden. Am 17. Mai 2020 veröffentlichte die «NZZ am Sonntag» einen Artikel mit dem Titel «Wer hinter dem Protest steckt». Der Artikel schildert, wer die wichtigsten Figuren hinter den Protesten gegen die Corona-Massnahmen sind. Von Pfluger wird unter anderem gesagt, er schreibe auf seiner Webseite und in seinem Magazin «Zeitpunkt» schon seit Ende März Texte gegen den «Lockdown», in einem Sonderheft des Magazins mit dem Titel «Corona – das riesige Nichts» bezweifle er, dass das Virus überhaupt einmal da gewesen sei. Später befasst sich der ausführliche Text mit Pflugers Haltung und bemerkt, dieser halte die Präsenz von Rechtsextremen bei den Mahnwachen zwar für verwerflich und fährt dann fort: «Pfluger begab sich aber mehrmals selbst in den Dunstkreis von Rechtsaussen».
Am 8. Juni 2020 reichte Christoph Pfluger Beschwerde beim Schweizer Presserat gegen den Artikel der «NZZ am Sonntag» ein. Er macht Verletzungen der Ziffern 1, 2, 3 und 5 der «Erklärung der Pflichten und Rechte der Journalistinnen und Journalisten» geltend. Insbesondere verstosse die NZZaS mit ihrem Artikel gegen die zur «Erklärung» gehörende Richtlinie 1.1 (Wahrheitssuche), gegen Richtlinie 2.3 (Trennung von Fakten und Kommentar), Richtlinie 3.8 (Anhören bei schweren Vorwürfen) und Richtlinie 5.1 (Berichtigungspflicht).
Der Presserat weist die Beschwerde ab. Und hält fest: «Wer ein Heft verantwortet, in welchem Verschwörungstheorien diskutiert werden wie diejenige, dass Bill Gates hinter der Problematik stecke und dieses Heft betitelt mit ‚Corona – das riesige Nichts‘, der muss davon ausgehen, dass der durchschnittliche Leser, die durchschnittliche Leserin das so versteht, dass es dieses ‚riesige Nichts‘ nicht gibt. Sonst wäre es ein ‚Etwas‘.»(...)«Die «NZZ am Sonntag» hat mit dem Artikel «Wer hinter dem Protest steckt» vom 17. Mai 2020 die Ziffern 1 (Wahrheitsgebot), 2 (Kommentar), 3 (Anhörung bei schweren Vorwürfen) und 5 (Berichtigung) der «Erklärung der Pflichten und Rechte der Journalistinnen und Journalisten» nicht verletzt.»
Gemäss einem Artikel von Jonas Roth und Daniel Gerny in der Neuen Zürcher Zeitung vom 16. März 2022 erschien in Pflugers Zeitpunkt ein Beitrag von Daniele Ganser, der eine der Hauptursachen für den Überfall Russlands auf die Ukraine bei der amerikanischen Politik verortet. Die Journalisten sehen darin ein Beispiel für Versuche von «Einzelmasken der Corona-Leugner-Szene», auf eine neue Verschwörungstheorie aufzuspringen.
Pfluger ist Vater von fünf Söhnen.

## Werke
- Die Strategie der friedlichen Umwälzung. Edition Zeitpunkt, Solothurn 2019.
- Geld verstehen! Edition Zeitpunkt, Solothurn 2016.
- Das nächste Geld. Edition Zeitpunkt, Solothurn 2015.